# Rinaldo Ossola
Rinaldo Ossola (Lecco, 8 novembre 1913 – Roma, 7 dicembre 1990) è stato un economista e politico italiano.

## Biografia
Laureato nel novembre 1935 all'Università Bocconi di Milano, dopo aver frequentato corsi alla London School of Economics e all'Institute of Bankers, nel dicembre 1938 fu assunto dalla Banca d'Italia e, nel maggio successivo, destinato al Servizio studi. Arrivò a essere Direttore generale della Banca d'Italia dal 1975 al 1976.
Divenne quindi Ministro del commercio con l'estero dal 1976 al 1979 nei governi Andreotti III e IV.

## Vita
Questa preparazione, unitamente alla conoscenza delle lingue straniere (francese, inglese, tedesco e portoghese), lo indirizzò verso i temi internazionali. Nel marzo 1940 fu inviato alla delegazione di Londra della Banca, ma già in ottobre approdò a Lisbona, nel neutrale Portogallo, dove la Banca aveva aperto una delegazione per sopperire alla chiusura dell’ufficio londinese, in seguito alla dichiarazione di guerra alla Gran Bretagna.
Dopo il 1945 si dedicò principalmente all’inserimento dell’Italia nelle istituzioni economiche internazionali. Dal 1947 fu a Parigi come delegato della Banca e partecipò alle trattative per l’istituzione dell’Unione europea dei pagamenti. Svolgeva intanto anche attività pubblicistica sotto lo pseudonimo di Erre Zero. A Parigi, il 7 gennaio 1948 sposò Gilberte Bonotto.
Facendo base a Parigi, partecipò alle riunioni dei principali organismi di cooperazione internazionale e contribuì al disegno del Mercato comune europeo. Rientrato a Roma nel giugno 1964, assunse la guida del Servizio studi economia internazionale (che affiancava dal 1961 il Servizio studi economia interna).
Nei primi anni Sessanta uno dei problemi economici più discussi era l’inadeguatezza dell’offerta di liquidità internazionale che, essendo costituita essenzialmente da dollari, dipendeva dall’andamento della bilancia dei pagamenti americana. L’allora governatore della Banca Guido Carli riteneva, riprendendo la vecchia aspirazione di John Maynard Keynes, che a questo stato di cose si dovesse porre rimedio con la creazione di una moneta fiduciaria internazionale, che permettesse di regolare la liquidità in relazione alle esigenze del commercio mondiale. In questo campo, Ossola fu il suo braccio destro, sia come ideatore di soluzioni tecniche, sia come negoziatore. All’epoca si scontravano, nell’ambito del Fondo monetario internazionale (FMI), una tesi francese, volta a rafforzare il ruolo dell’oro nel sistema a scapito del dollaro, e una tesi americana volta invece a mantenere il ruolo del dollaro. I francesi proponevano di istituire un nuovo strumento di riserva da distribuire in proporzione alle riserve auree possedute; gli americani volevano invece distribuirlo in proporzione alle quote del Fondo. Ossola diede un contributo centrale alla formulazione di tre rapporti che segnarono il periodo, e che presero il nome dei loro coordinatori, tutti ‘supplenti’ del Gruppo dei dieci (USA, Canada, Regno Unito, Svezia, Francia, Repubblica Federale Tedesca, Italia, Paesi Bassi, Belgio, Giappone, ai quali si aggiunse in seguito la Svizzera): il rapporto Roosa dell’agosto 1964, il rapporto Ossola del maggio 1965, il rapporto Emminger del luglio 1966.
Vinta la resistenza dei francesi e abbozzata la nuova moneta internazionale – i Diritti speciali di prelievo (DSP), prima innovazione saliente del sistema dopo gli accordi di Bretton Woods – Ossola mediò ancora fra i due contendenti, proponendo che l’obbligo di restituzione dei DSP, voluto dai francesi per limitare la possibilità di finanziare indefinitamente squilibri di bilancia dei pagamenti, fosse adeguatamente ammorbidito.
Nel settembre 1967 fu eletto presidente dei ‘supplenti’ del Gruppo dei dieci e coordinò le trattative sulle modifiche allo statuto del FMI necessarie per la realizzazione della nuova moneta. Nel 1969, approvate e ratificate le modifiche, iniziò la distribuzione dei DSP.
Il gruppo dei ‘supplenti’, del quale rimase presidente, affrontò la crisi seguita alla dichiarazione di inconvertibilità del dollaro dell’agosto del 1971, gettando le basi dello Smithsonian Agreement del dicembre 1971, che però non arrestò il rapido declino del sistema di Bretton Woods.
Il 3 luglio 1967 fu nominato consigliere economico della Banca d’Italia, in sostanza coordinatore dei due Servizi studi; il 9 ottobre 1969 entrò nel direttorio come vicedirettore generale, insieme con Antonino Occhiuto (il direttorio comprendeva anche il governatore Carli e il direttore generale Paolo Baffi).
Nel triennio 1972-74 partecipò ai lavori del Comitato dei venti per la riforma del sistema monetario internazionale, sconvolto dalla crisi del dollaro e dall’aumento del prezzo del petrolio seguito alla guerra arabo-israeliana del 1973. Appoggiò il progressivo abbandono, nelle transazioni monetarie internazionali, del riferimento all’oro. Favorì l’investimento dei ‘petrodollari’ nel sistema produttivo italiano, esemplificato dall’ingresso, nel 1975, di capitali libici nella compagine azionaria della Fiat. Negli anni seguenti, pur continuando a occuparsi del sistema monetario internazionale, seguì da vicino altri temi, fra cui l’evoluzione dell’Unione economica europea in campo finanziario e monetario.
Fu nominato direttore generale della Banca il 19 agosto 1975, ma già il 22 maggio 1976 comunicò al governatore Baffi l’intenzione di dimettersi – «la mia decisione è essenzialmente motivata dal desiderio di contribuire a un rinnovamento del Direttorio [...] intatte rimangono l’ammirazione e la stima profonda che provo nei Suoi confronti. Questi sentimenti, anzi, si rafforzano in un momento in cui la professione del banchiere centrale in Italia sta rasentando i limiti oltre i quali diverrà impossibile» (Archivio storico della Banca d’Italia, Banca d’Italia, Direttorio-Oteri, cart. 7) – evidenziando così la tensione estrema, allora raggiunta, fra esigenze di stabilità monetaria e ‘domande’ di origine politica e sociale vincolanti l’azione del banchiere centrale.
Le dimissioni furono formalizzate il 30 luglio, dopo la nomina a ministro del Commercio con l’estero nel III governo Andreotti (detto della ‘non sfiducia’ per l’appoggio esterno, sotto forma di astensione, del Partito comunista), formato da democristiani e tecnici e rimasto in carica dal luglio 1976 al marzo 1978; mantenne lo stesso incarico nel IV governo Andreotti fino al marzo 1979. In queste vesti fu promotore della legge n. 227 del 24 maggio 1977 (‘legge Ossola’) sul credito all’esportazione, che ampliò la gamma delle operazioni fruenti di copertura assicurativa e snellì le procedure.
Il provvedimento, garantendo le imprese italiane dai rischi legati ai rivolgimenti politici dei paesi importatori, le poneva su un piano di parità rispetto a quelle di altri grandi paesi; esso conteneva però anche un rischio di moral hazard. Il principale obiettivo di Ossola in campo commerciale fu quello di mantenere elevato il volume degli scambi internazionali, anche per mezzo di accordi finanziari volti a superare temporanei squilibri di bilancia dei pagamenti.
Chiusa l’esperienza di governo, nella fase finale della sua carriera mise a frutto, a vantaggio di aziende e associazioni, la vasta esperienza acquisita come banchiere centrale e ministro: non solo si dedicò alla gestione di aziende, ma assunse un incarico che, data l’epoca, si può definire di confine fra pubblico e privato, quello di vicepresidente dell’Associazione bancaria italiana (ABI). Nel 1979 fu consigliere di IMI, Pirelli e Assicurazioni generali; fra il 1980 e il 1981, di Efibanca e Anonima petroli italiani. Dall’aprile 1980 al dicembre 1982 fu presidente del Banco di Napoli, esperienza travagliata conclusa con il sostanziale fallimento del progetto di modernizzazione e spoliticizzazione del Banco. Nel giugno 1983 divenne presidente del Credito Varesino: con quella nomina si volle dare all’azienda una guida autorevole e superare così i problemi derivanti dalla passata appartenenza al gruppo Ambrosiano.
In ambito associazionistico, fu presidente dal 1981 dell’Associazione Italia-URSS, nel 1980-82 dell’Associazione italo-araba. In seno all’ABI, prima come membro del Comitato esecutivo dal 1981, e poi come vicepresidente dal 1983 al 1985 (fu anche presidente della Federazione bancaria della CEE nel 1981), sostenne una linea di moderata innovazione rispetto al clima di dirigismo e cartellizzazione dei decenni precedenti: si spese per lasciare libertà alle banche in tema di determinazione dei tassi di interesse, pur senza abbandonare del tutto accordi di concertazione con il governo; difese, anche in sede europea, la legittimità di accordi fra banche non relativi ai tassi e sostenne l’opportunità di applicare in modo graduale il principio del mutuo riconoscimento.
Morì a Roma il 7 dicembre 1990.